# Premio Nacional de Periodismo Deportivo de Chile
El Premio Nacional de Periodismo Deportivo de Chile fue creado en 1969 y se entrega desde entonces por el Círculo de Periodistas Deportivos de Chile, entidad que agrupa a los profesionales de ese rubro.

## Lista de galardonados
- 1969: Renato González Moraga, Mister Huifa
- 1970: Julio Martínez Prádanos
- 1971: Antonino Vera Riquelme
- 1972: Gustavo Aguirre Aguirre
- 1973: Homero Ávila Silva
- 1974: Víctor Eduardo Alonso Raggio
- 1975: Carlos Barahona Belmar
- 1976: Carlos Guerrero Guerrero, Don Pampa
- 1977: Hernán Cortez Heredia
- 1978: Olegario Gómez Cárdenas
- 1979: Vacante
- 1980: Orlando Ruiz Riveros
- 1981: Vacante
- 1982: Juan Grandi Saavedra
- 1983: Pedro Pavlovic Urionabarrenechea
- 1984: Nicanor Molinare de la Plaza
- 1985: Octavio Sufán Espejo
- 1986: Raúl Hernán Leppé
- 1987: Sergio Livingstone Pohlhammer
- 1988: Sergio Brotfeld Scudin
- 1989: Máximo Clavería Millar
- 1990: Jorge Fernández Ríos
- 1991: Pedro Carcuro Leone
- 1992: Manuel Sepúlveda Blanco
- 1993: Edgardo Marín Méndez
- 1994: Vladimiro Mimica Cárcamo
- 1995: Hernán Patricio Rojas Cisternas
- 1996: Julio Salviat Wetzig
- 1997: Abraham Dueñas Strugo
- 1998: Igor Ochoa Benítez
- 1999: María Elena Guzmán Meléndez
- 2000: Eduardo Bruna Hidalgo
- 2001: Aldo Schiappacasse Cambiaso
- 2002: Marco Antonio Cumsille Eltit[2]
- 2003: Sergio Antonio Jerez Arellano[3]
- 2004: Michael Müller Salomón[4]
- 2005: Sergio Gilbert Jasmen
- 2006: Felipe Bianchi Leiton[5]
- 2007: Alfredo Villalobos Silva[6]
- 2008: Luis Urrutia O'Nell[7]
- 2009: Danilo Díaz Núñez
- 2010: Héctor Alarcón Manzano[8]
- 2011: Juan Cristóbal Guarello de Toro[9]
- 2012: César Olmos Marchant[10]
- 2013: Rodrigo Hernández Rojas[11]
- 2014: Felipe Vial Vial[12]
- 2015: Hugo Marcone Espinoza[13]
- 2016: Humberto Ahumada Acevedo, Tito Norte[14]
- 2017: Juan Carlos Villalta Atlagic[15]
- 2018: Eduardo Sepúlveda Zelaya[16]
- 2019: Pablo Aravena Wrighton[17]
- 2020: No se entregó
- 2021: Leonardo Héctor Burgueño[18]
- 2022: Juan Esteban Lastra Benavides[19]
- 2023: José Antonio Prieto Bunster[20]
- 2024: Cristian Arcos Morales[21]